# Locomotiva FS 453
Le locomotive gruppo 453 erano locomotive a vapore con tender di rodiggio 0-4-0, di costruzione tedesca, che le Ferrovie dello Stato Italiane acquisirono in conto riparazioni belliche dalla società ferroviaria austriaca Südbahngesellschaft.

## Storia
Le locomotive, in numero di dieci unità, vennero costruite tra 1872 e 1873 dalla fabbrica di locomotive di Esslingen su incarico della Südbahn e rappresentavano una evoluzione della precedente locomotiva serie 35a della stessa amministrazione.
Al termine della prima guerra mondiale le variazioni territoriali portarono alla spartizione del parco Südbahn e quindi anche le "35b" vennero ripartite: 8 unità vennero assegnate alle Ferrovie dello Stato italiane che le classificarono come 453.001–008 e le rimanenti due vennero consegnate alla Jugoslavia.

Le locomotive, semplici e robuste, erano tuttavia antiquate e non sopravvissero alla fine degli anni venti.

## Caratteristiche
Le locomotive FS 453 erano macchine a vapore saturo, con motore a 2 cilindri a semplice espansione. Il rodiggio era a quattro assi accoppiati mediante biella e ciò permetteva che l'intera massa del rotabile, 51,9 t, costituisse anche la massa aderente; tale impostazione, unitamente alle ruote di diametro piuttosto piccolo (1.086 mm), era tipica di una locomotiva per il traino di treni merci a velocità massima non superiore a 36 km/h.

## Corrispondenza locomotive ex SB e numerazione FS[3]
| Numero e gruppo FS | numero e gruppo SB | Fabbrica                  | anno di fabbricazione | Demolizione o alienazione |
| ------------------ | ------------------ | ------------------------- | --------------------- | ------------------------- |
| 453.001            | 35.1001            | Maschinenfabrik Esslingen | 1873                  |                           |
| 453.002            | 35.993             | Maschinenfabrik Esslingen | 1872                  |                           |
| 453.003            | 35.994             | Maschinenfabrik Esslingen | 1872                  |                           |
| 453.004            | 35.995             | Maschinenfabrik Esslingen | 1872                  | 1925                      |
| 453.005            | 35.996             | Maschinenfabrik Esslingen | 1873                  | 1927                      |
| 453.006            | 35.997             | Maschinenfabrik Esslingen | 1873                  |                           |
| 453.007            | 35.998             | Maschinenfabrik Esslingen | 1873                  | -                         |
| 453.008            | 35.999             | Maschinenfabrik Esslingen | 1883                  | -                         |